# Centre d'Acollida Assís

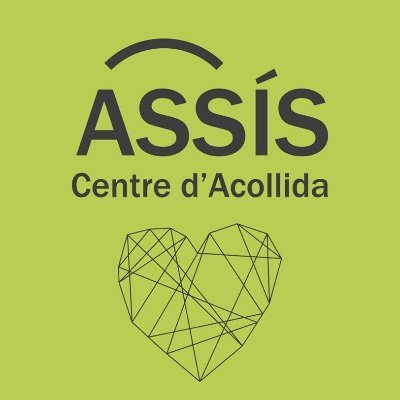
Centre d'Acollida ASSÍS

El Centre d'Acollida Assís es una entidad creada por personas voluntarias en el barrio de Sarrià-Sant Gervasi de Barcelona, que desde 2001 trabaja con la finalidad de mejorar la calidad de vida i el bienestar de les personas en situación de sin hogar, dando especial atención a las mujeres que se encuentran en estas circunstancias. Para conseguirlo, ASSÍS desarrolla programas, proyectos y espacios dirigidos a atender sus necesidades tales como una vivienda digna, formación e inserción sociolaboral, salud y servicios básicos entre otros. Uno de sus objetivos es hacer visible la situación en la cual se encuentran muchas personas a partir de acciones de sensibilización e incidencia.

## Misión i valores
El Centre d'Acollida ASSÍS  tiene el objetivo de reivindicar una sociedad justa donde se respeten los derechos de todas las personas, independientemente de la situación en la cual se encuentren.
En este caso, es rigen por cuatro valores fundamentales los cuales son el compromiso, la proximidad, la innovación y la confianza.

## Actuaciones y proyectos
El Centre d'Acollida ASSÍS  dispone de los siguientes proyectos:
- Servicios Básicos: Proporcionan alimentos, duchas, ropa y servicios de higiene para personas en situación de sin hogar.

- Atención Social: ASSÍS atiende las necesidades sociales más inmediatas, generales y básicas de las personas.[3][4]

- Ocupacional: La entidad ofrece acompañamiento y asistencia para la inserción laboral de forma integral e individualizada.

- Vivienda: ASSÍS Llars garantiza el derecho a una vivienda digna y estable. Desde el 2007, ha proporcionado alojamiento de media y larga estancia a personas en situación de sin hogar. Actualmente, el centro dispone de 50 plazas de vivienda, 12.829 noches de alojamiento y disponen de 21 mujeres alojadas.

- Salud: Facilita los tratamientos médicos a personas atendidas, visitas a dentistas, prótesis dentales y óptica.

- "Dones amb llar": El centro ha llevado a cabo un programa de mujeres con hogar, con el fin de poder dar voz al sinhogarismo femenino, donde se desarrollan programas y proyectos dirigidos a atender las necesidades, así como una atención psicosocial integral dirigida a mujeres en situación de sin hogar para potenciar el empoderamiento propio y colectivo.[5][6][7][8]

- ASSÍSVerd: Desde el año 2013 el centro imparte un curso de "Técnico de mantenimiento en jardinería y huertos urbanos" de la UB.[9]

- Incidencia: Realizan campañas de sensibilización para romper estigmas y transformar la sociedad.

- Cultura y Ocio: Este proyecto dedica gran parte del tiempo a potenciar las relaciones humanas, sociales y de convivencia a través de actividades del ocio y la cultura.

## Voluntariado
Los voluntarios y voluntarias son el eje imprescindible de la organización, tanto en la acogida y el acompañamiento a las personas atendidas como en gestión y prestación de servicios, estos voluntarios están coordinados por profesionales del campo social.  El centro dispone de 257 personas voluntarias centradas en la atención directa, indirecta y la administración, además cuenta con 14 miembros del equipo técnico y 252 personas asociadas.

## Ámbitos de incidencia en la entidad
- Lucha contra la aporofobia[10]

- La atención a las personas sin hogar desde una perspectiva de género

- El acceso a una vivienda digna para todas las personas

- Derechos de los animales que acompañan a las personas sin hogar.[11]

## Premios i reconocimientos
- Entidad reconocida de Utilidad Pública (23 de febrero del 2011, por el Ministerio del Interior)

- Medalla de Honor del Ayuntamiento de Barcelona, 2010

- Adherida al Código Ético de las asociaciones de Barcelona, 2010

- Auditada por Uniaudit JRP Auditores, S.L. - ROAC S0307

- Mención especial del Departamento de Bienestar Social Ayuntamiento de Barcelona al diseño de la web, 2012

- Premio Reconocimiento de la Inclusión Social de la Federación de Ateneos de Cataluña, 2014[12]

- Finalista al premio nacional de huertos educativos ecológicos en la categoría de agricultura social, 2019
- Premio reconocimiento del Departamento de Bienestar Social Ayuntamiento de Barcelona en el apartado de comunicación social a la campaña #404homelessnotfound, 2017[13][14][15]
- Premi Lluís Martí al Valor Social, 2019[16]
- Finalista al premio nacional de huertos educativos ecológicos en la categoría de agricultura social, 2017